# Kamienica przy Placu Uniwersyteckim 8 we Wrocławiu
Kamienica przy Placu Uniwersyteckim 8 – kamienica o rodowodzie średniowiecznym znajdująca się w centrum Wrocławia, na Placu Uniwersyteckim.

## Historia

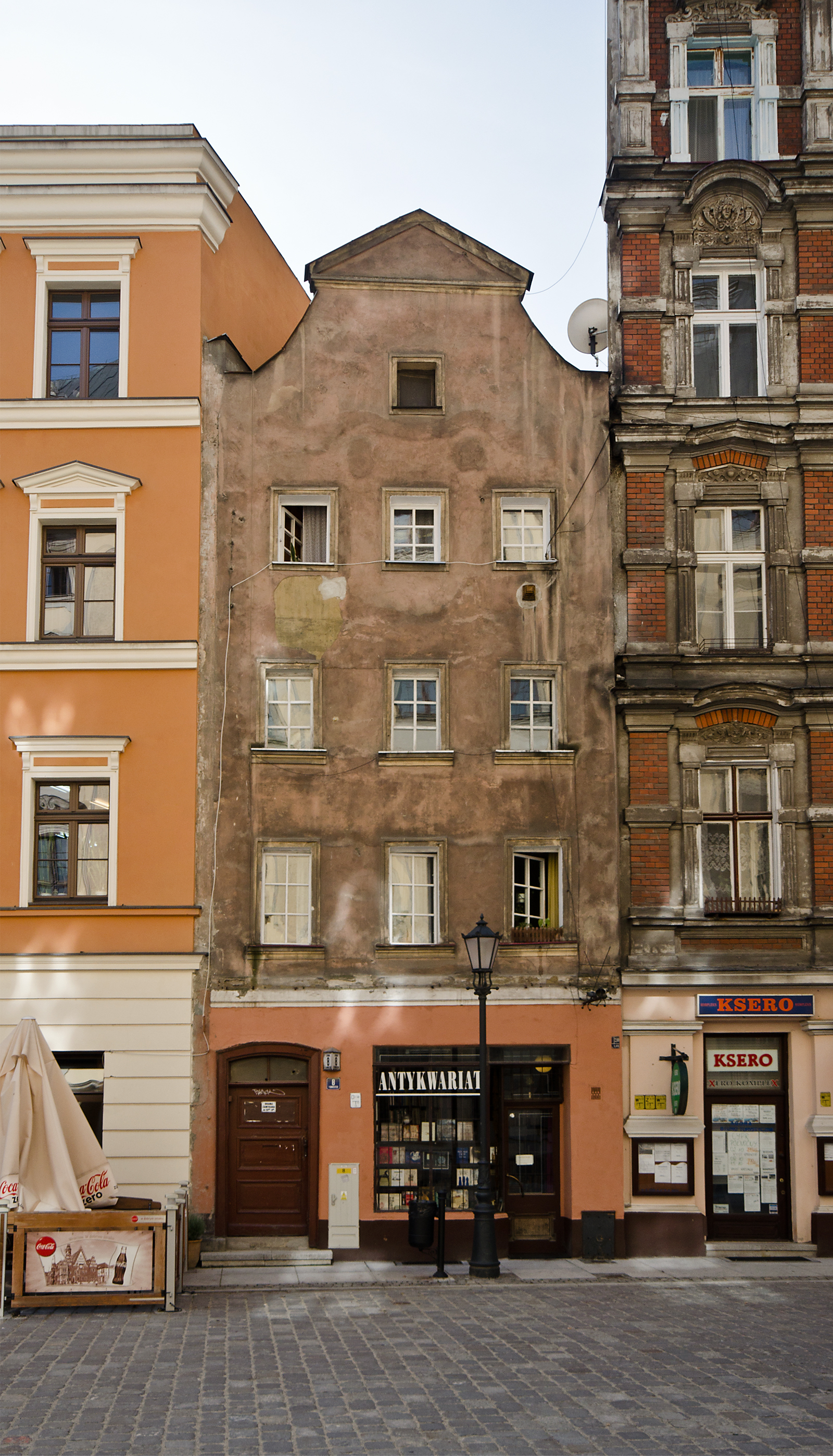
Kamienica przed 2019

W średniowieczu na działkach 7-10 znajdowały się drewniane budynki o konstrukcji plecionkowej lub szkieletowej. Pierwsze budynki murowane pojawiły się tutaj w późnym średniowieczu, choć na tylnej części działek wciąż znajdowały się drewniane oficyny o konstrukcji szkieletowej.
Obecna czterokondygnacyjna kamienica szczytowa jest jedynym budynkiem w tej części pierzei placu Uniwersyteckiego wzniesionym jeszcze w okresie baroku, w XVIII wieku. Trzyosiowa skromna fasada zakończona jest jednokondygnacyjnym szczytem z trójkątnym tympanonem Przed 1939 rokiem wejście do budynku znajdowało się w zachodniej osi, a w skrajnej wschodniej było wejście do sklepu. Pomiędzy wejściami znajdowała się duża witryna sklepowa. 

### Po 1945
Podczas działań wojennych w 1945 roku kamienica nie została poważnie uszkodzona. Od 1948 roku na parterze budynku znajduje się antykwariat, obecnie pod nazwą "Pod Szermierzem". Od marca 2017 roku do marca 2018 roku miała miejsce rewitalizacja budynku. 